# Sella (Alicante)
Sella ist eine spanische Gemeinde an der Costa Blanca in der Provinz Alicante der autonomen Valencianischen Gemeinschaft.
Sella ist ein touristisch wenig erschlossenes Bergdorf in der Sierra de Aitana. Die nächstgrößere Stadt ist das 16 Kilometer entfernte Villajoyosa an der Mittelmeerküste. Weitere Städte in der Nähe sind Benidorm und Alicante.

## Geschichte
Die ersten Gebäude Sellas entstanden rund um ein maurisches Kastell. Es bildete sich eine Siedlung von Moriscos, die dem Grafen von Cocentaina unterstanden. Vor der Vertreibung der Moriscos im Jahr 1609 durch König Philipp III. zählte die Siedlung 115 Häuser. Chronisten beklagen, dass ganze Landstriche durch diese Vertreibung verödeten.
Auf Antrieb der Landesherren wurden in Sella anschließend mallorquinische Einwanderer angesiedelt. Eine eigene Kirche erhielt Sella im Jahr 1574.
Im zwanzigsten Jahrhundert verlor Sella durch Abwanderung an die Küste stetig Einwohner. Von 1.856 im Jahr 1887 sank die Bevölkerungszahl auf 1.410 im Jahr 1930, 1.260 im Jahr 1960 und 566 im Jahr 1991. Seit Beginn des 21. Jahrhunderts steigt die Zahl der Einwohner durch den Zuzug von nord- und mitteleuropäischen Residenten und spanischen Ferienhausbesitzern wieder. Die Ausländerquote lag im Jahr 2005 bei 14 Prozent, unter den ausländischen Bürgern sind Briten und Deutsche die größten Gruppen.

## Wirtschaft
Wichtigste Wirtschaftszweige sind die Landwirtschaft, vor allem der Anbau von Mandeln, sowie in zunehmendem Maße der Tourismus. Sella entwickelt sich zum Naherholungsziel für die Ballungsräume Alicante und Benidorm.

## Sehenswert
Sella ist Ausgangspunkt für Wanderungen durch die Gebirgsregion Sierra de Aitana, deren höchster Gipfel Pico de Aitana eine Höhe von 1.558 Metern erreicht.
Im Ortskern befinden sich die Burg Santa Bárbara, eine ehemalige Mühle und die traditionelle Waschstelle des Dorfes (lavadero). Die engen, am Berghang gelegenen Gassen des Dorfes sind als Fotomotiv beliebt.
In der ersten Oktoberwoche wird das Dorffest Divina Aurora gefeiert.